# ジャングルベル・シアター
劇団ジャングルベル・シアターは、日本の劇団。1995年旗揚げ。心暖まるヒューマンドラマ、ファンタジーを舞台に描く傾向が強いが、舞台背景、設定においては「民俗学オタク」を自称する浅野泰徳の趣向が色濃く反映されているのが特徴的である。特に七福神をテーマとして進めている、ギャラリー公演「おとぎ夜話」七福神シリーズでは、本公演以上に民俗学の世界観が丸々反映されている。2014年秋からは、妖怪をテーマとする「夜行万葉録」シリーズも登場し、妖怪と民俗学、謎解きなどが巧妙に絡み合う作品が生み出されている。

## 沿革
- 1995年、拓殖大学演劇研究会OBである浅野泰徳により旗揚げされる[1]。
  - 座長は脚本･演出も手がける浅野泰徳。
  - 劇団の創立メンバーでもある松宮かんなが2006年に一年間ほど座長を務めた時期もある[2]
  - 旗揚げ後、基本的に年2回のペースで都内劇場にて本公演を行っていた
- 2008年、劇団員の客演が増加し、下半期の本公演開催の代替として、神保町・ART SPOT LADOにて特別公演「おとぎ夜話」を上演。
  - この特別公演が後に「ギャラリー公演」と名を変えて、本公演とは別に定番化していった。
- ギャラリー公演が定番化する一方、2010年以降は本公演の本数は年1回となり、2011年からは上半期に本公演、下半期にギャラリー公演という流れが続いている。
- 2012年12月、グワィニャオン（主宰・西村太佑）が中心となり、ハグハグ共和国（主宰・久光真央）、ジャングルベル・シアターの三団体がコラボし「ハグワィベル・シアター」として公演を行った。この公演をきっかけにそれぞれの劇団同士の交流が盛んとなる。
- 2018年1月、公式サイトにて「解体」が発表され、22年の活動に区切りをつけた。以降しばらくの間は浅野泰徳個人によるプロデュース形式として活動を継続していく事が合わせて発表された[3]。
- 2019年11月、新体制による公演が催される。劇団員は浅野泰徳と岡教寛（座長見習い）。
- 2023年8月、コロナ禍を経て数年ぶりの公演が催される。新劇団員も増え、再び劇団として活動していく方向となる。

## 所属劇団員
- 浅野泰徳（主宰・座長）

### 2020年10月の構成
- 浅野泰徳（主宰）
- 岡教寛（座長見習い）

### 過去に所属した劇団員
- 松宮かんな（創立メンバー）
- 福津健創
- 本多照長
- 野上あつみ
- おこ
- 大塚大作
- 西村太一
- 升田智美
- 篠崎大輝
- 岡教寛
- 都築知沙

- 鈴木雄一（退団後も演出、音響などで劇団に携わる）
- 竹内俊樹
- 神田英樹
- 村井みゆき
- 阿部美和子（主に制作）
- 矢藤和智
- 増田光彦
- 志田さやか
- 鈴木かほり
- 田中久美子
- 中村正明

## 公演記録

### 本公演
- 第1回公演『Jumping Chanpion』（1995年10月14日 - 15日、吉祥寺櫂スタジオ）
- 第2回公演『蝉丸』（1996年8月23日 - 25日、スタジオはるか）
- 第3回公演『ママ』（1997年6月13日 - 15日、スタジオ赤坂プレイBOX）
- 第4回公演『桃源郷』（1998年2月6日 - 8日、高円寺明石スタジオ）
- 第5回公演『鴉の夜空』（1998年10月1日 - 4日、高円寺明石スタジオ）
- 第6回公演『五月の夢』（1999年5月13日 - 16日、高円寺明石スタジオ）
- 第7回公演『鵺の刹那』（1999年11月20日 - 23日、下北沢東演パラータ）
- 第8回公演『人魚の洞』（2000年7月19日 - 23日、中野MOMO）
- 第9回公演『ママ』（2000年11月29日 - 12月5日、高円寺明石スタジオ）
  - 第3回公演の再演、ダブルキャスト
- 第10回公演『草薙の風』（2001年8月2日 - 5日、中野ザ・ポケット）
- 第11回公演『誰かの星空』（2002年5月3日 - 6日、中野ザ・ポケット）
- 第12回公演『風花の桜』（2002年11月1日 - 4日、恵比寿エコー劇場）
- 番外公演『五月の夢』（2003年5月3日 - 6日、新宿シアターブラッツ）
  - 第6回公演の再演
- 第13回公演『ヒュウガノココロ』（2003年8月27日 - 31日、中野ザ・ポケット）
- 第14回公演『翼の降る街』（2004年5月2日 - 5日、野方WIZホール）
- 2004年秋公演『リヒテンゲールからの招待状』（2004年11月19日･24日 - 26日、プーク人形劇場）
  - この回から公演表記方法が変更されている
- 2005年春公演『人魚の洞』（2005年5月11日 - 15日、中野ザ・ポケット）
  - 第8回公演の再演
- 10周年記念公演『CALL ME』（2005年11月23日 - 27日、中野ウエストエンドスタジオ）
- 2006年夏公演『河童の水際』（2006年7月13日 - 18日、池袋シアターグリーン小劇場（現BASE THEATER））
  - シアターグリーン演劇祭2006夏参加作品「一般審査員賞」受賞
- 2006年冬公演『雪古森の春』（2006年12月6日 - 10日、池袋シアターグリーンBASE THEATER）
- 2007年春公演『DOGのBLUES』（2007年5月23日 - 27日、池袋シアターグリーンBASE THEATER）
- 2007年秋公演『草薙の風』（2007年11月2日 - 5日、大塚・萬劇場）
  - 第10回公演の再演
- 2008年春公演『青葉の足音』（2008年4月25日 - 27日、池袋シアターグリーンBIG TREE THEATER）[4]
- 2009年冬公演『リヒテンゲールからの招待状』（2009年2月25日 - 3月1日、アイピット目白）
  - 2004年秋公演の再演
- 2009年秋公演『サラマンドラの虹』（2009年9月2日 - 6日、池袋シアターグリーンBIG TREE THEATER）
  - 第21回池袋演劇祭参加作品[5]「豊島新聞社賞」受賞[6]
- 2010年夏公演『河童の水際』（2010年7月14日 - 20日、池袋シアターグリーンBASE THEATER）
  - 2006年夏公演の再演、ダブルキャスト（河チーム・童チーム）
- 2011年冬公演『悟らずの空』（2011年2月10日 - 14日、池袋シアターグリーンBIG TREE THEATER）
- 2012年春公演『ママ　～君といつまでも～』（2012年5月30日 - 6月4日、池袋シアターグリーンBASE THEATER）　
  - 第3回、第9回公演の再々演、完全ダブルキャスト（クラシックチーム・リライトチーム）
- 2013年春公演『天満月のネコ』（2013年3月27日 - 31日、大塚・萬劇場）
- 2013年冬公演『八福の神』（2013年12月11日 - 15日、池袋シアターグリーンBASE THEATER）
  - 「おとぎ夜話」七福神シリーズの流れを汲む
- 2014年初夏公演『ヒュウガノココロ』（2014年6月25日 - 29日、大塚・萬劇場）
  - 第13回公演の再演
- 2015年春公演『おとぎ夜話～特別編～』（2015年4月15日 - 20日、池袋シアターグリーンBASE THEATER）
  - 「20周年記念」と銘打ち公演 「続・おとぎ夜話」を「大黒天」編、「続々・おとぎ夜話　寿」を「福禄寿・寿老人」編としてリニューアル再演
- 20周年公演『悟らずの空2015』（2015年11月18日 - 24日、池袋シアターグリーンBIG TREE THEATER）
  - 2011年冬公演の再演、完全ダブルキャスト（天チーム・空チーム）
- 2016年冬公演『DOGのBLUES/リヒテンゲールからの招待状』（2016年12月2日 - 13日（7日休演）、中野MOMO）
  - 2公演連続公演。『DOGのBLUES』が12月2日 - 6日、『リヒテンゲールからの招待状』が12月8日 - 13日で公演された。
  - 『DOGのBLUES』は2007年春公演の再演。『リヒテンゲールからの招待状』2004年秋公演、2009年冬公演の再々演。本来、別々の物語だが連続講演に渡り、物語が一部リンクする形となっている。

- 2019年秋 2本立て公演『夜行万葉録 辰&未』（2019年11月6日 - 10日、八幡山ワーサルシアター）
  - ギャラリー公演で上演されていたシリーズのリニューアル公演。辰は再演、未は新作となっている。
- 2023年夏 2本立て公演『夜行万葉録・戌』『おとぎ夜話・寿』（2023年8月9日 - 14日、オメガ東京）
- 2024年秋『サラマンドラの星空』（2024年10月17日 - 23日、萬劇場）
- 2025年『夜行万葉録・巳』（2025年6月3日 - 8日、参宮橋トランスミッション）※30周年記念公演

### ギャラリー公演
- 2008年特別公演『おとぎ夜話』（2008年10月15日 - 17日、神保町・ART SPOT LADO）
  - 「おとぎ夜話」七福神シリーズが開始される
- 2010年春特別公演『続・おとぎ夜話』（2010年4月16日 - 20日、神保町・ART SPOT LADO）
- 2010年秋特別公演『新・おとぎ夜話』（2010年11月3日 - 9日、神保町・ART SPOT LADO）
- 2011年秋ギャラリー公演『続々・おとぎ夜話　寿』（2011年10月13日 - 19日、神保町・ART SPOT LADO）
  - この公演から「特別公演」から「ギャラリー公演」と表記を変えている
- 2012年ギャラリー公演・初秋『異聞おとぎ夜話』（2012年9月22日 - 30日、神保町・ART SPOT LADO）
- 2013年ギャラリー公演・初夏『おとぎ夜話－終(つひ)－』（2013年6月29日 - 7月7日（7月4日休演）、神保町・ART SPOT LADO）
- ギャラリー公演・2014年秋『夜行万葉録・辰』（2014年11月22日 - 29日（25日休演）、神保町・ART SPOT LADO）
  - 初の試みとして11月30日に後夜祭を実施
- ギャラリー公演・2016年『夜行万葉録・子』（2016年6月25日 - 7月3日）、神保町・ART SPOT LADO）

### コラボ公演
前述の通りグワィニャオン、ハグハグ共和国との三団体によるコラボ公演である。
- ハグワィベル・シアター PART1『生きてるうちが華なのよ。』（2012年12月12日 - 16日、大塚・萬劇場）
  - グワィニャオン・第12回本公演（2005年6月）[7]の再演
- ハグワィベル・シアター PART2『Dear...私様』（2014年2月12日 - 16日、池袋シアターグリーンBIG TREE THEATER）
  - グワィニャオン・第13回本公演（2006年4月）[8]の再演
  - グリーンフェスタ2014参加作品「BIG TREE THEATER賞」受賞[9]